# Борис Стругацки
Борис Натанович Стругацки (на руски: Бори́с Ната́нович Струга́цкий) е руски съветски писател фантаст.
Повечето му произведения са публикувани в съавторство с неговия брат Аркадий Стругацки. За съвместната им работа вижте Аркадий и Борис Стругацки.

## Живот
Борис Натанович Стругацки е роден на 15 април 1933 г. в Ленинград, днешен Санкт Петербург. Като малък преживява първата тежка зима от Ленинградската блокада. Спомените му оттогава са описани в „Поиск предназначения, или Двадцать седьмая теорема этики“. Поради негово заболяване по време на блокадата първо се евакуират брат му и баща им (който скоро умира от изтощение) и едва по-късно напуска с майка си обсадения Ленинград.
Завършва Ленинградския механо-математически университет през 1955 г. със специалност „Астрономия“. Работи в знаменитата Пулковска обсерватория до 1965 г. Живее в Ленинград. Женен, има син. През 1966 година е приет за член на Съюза на писателите в СССР. Ръководи Ленинградския семинар на младите писатели фантасти. Председател на номинационната комисия на наградата „Странник“. Учредител на наградата „Бронзовая улитка“. От 2002 г. главен редактор на списание за научна фантастика „Полдень. XXI век“.
Своите и съвместните с брат си преводи подписва и с псевдонимите С. Бережков, С. Победин, С. Витин.
Умира от лимфома на 19 ноември 2012 г.

## Творчество
Заедно с брат си Аркадий Стругацки пише научнофантастични разкази, повести, романи, сценарии и пиеси.
Борис Стругацки използва псевдонима С. Витицкий за самостоятелните си произведения, написани след смъртта на брат му.
Самостоятелни произведения
- „Поиск предназначения, или Двадцать седьмая теорема этики“ („Търсене на целта, или Двадесет и седмата теорема на етиката“), роман, 1992 – 94, публ. 1995
- „Бессильные мира сего“ („Безсилните на този свят“), роман, 2003